# 주현정 (희극인)
주현정(1990년 11월 18일 ~ )은 대한민국의 희극인이다.

## 출연작

### 방송
- 웃음을 찾는 사람들
- 새벽의 스타
- 알바넷
- 몰입가족
- 말이오 말이지
- 환상속의 그녀
- 남자의 심장
- 오마이갓걸
- 웃찾사 - 레전드 매치
- 꿈에

### 그 외 방송
- 뽀뽀뽀 - 모두야 놀자 MC
- 기막힌 이야기 실제상황
- 걸벤져스
- 당신의 아이씨 - MC 겸 리포터
- 신기한나라TV - 하니언니
- 섹션TV - 리포터
- 국방TV - 리포터
- 큐리 - 요즘 애들은 달라
- 종로TV - MC
- 1호가 될 순 없어 - 개짝시 주얼리
- 캔디TV
- 수산물 장보 GO - MC
- 급식왕&급식걸즈 : 구구쌤 (2019년~), 원더구구 (2020년~)
- 캐리TV (노랑이역)
- 생방송 톡!톡!보니하니-리니